# Сориано, Хуан (футболист)
Хуа́н Сориа́но Оропе́са (исп. Juan Soriano Oropesa; родился 23 августа 1997 года, Бенакасон, Испания) — испанский футболист, вратарь клуба «Леганес».

## Клубная карьера
Хуан Сориано — воспитанник «Севильи». За «Севилья Атлетико» дебютировал в матче против «Жироны». В январе ушиб колено и выбыл на полтора недели. Свой первый сухой матч провёл против «Райо Вальекано». За «Севилью» дебютировал в матче против «Славии». В своём первом сухом матче против футбольного клуба «Эспаньол» получил две жёлтых карточки. Всего за клуб сыграл 43 мяча, где пропустил 54 мяча и сделал 12 «сухарей».
5 июля 2019 года перешёл в аренду в «Леганес». За клуб дебютировал в матче против «Атлетико Мадрид». Свой первый сухой матч провёл против футбольного клуба «Реал Бетис». Всего за клуб сыграл 14 матчей, где пропустил 19 мячей и сделал 3 «сухаря».
28 сентября 2020 перешёл в аренду в «Малагу». За клуб дебютировал в матче против футбольного клуба «Реал Сарагоса». Свой первый сухой матч провёл против «Фуэнлабрады». Всего за клуб сыграл 20 матчей, где пропустил 19 мячей и сделал 7 «сухарей».
1 июля 2021 перешёл в «Тенерифе». За клуб дебютировал в матче против «Фуэнлабрады». Свой первый сухой матч провёл против хихонского «Спортинга». Из-за перебора жёлтых карточек пропустил матч с «Малагой».

## Карьера в сборной
За молодёжные сборные Испании сыграл 8 матчей, где пропустил 5 мячей и сделал 7 «сухарей».

## Достижения
- Финалист Суперкубка Испании: 2018